# Aseko Woreda
Aseko Woreda är ett distrikt i Etiopien. Det ligger i den centrala delen av landet, 150 km öster om huvudstaden Addis Abeba.